# 管理栄養士国家試験
管理栄養士国家試験とは、国家資格である管理栄養士の免許を取得するための国家試験である。栄養士法第5条の2に基づいて行われる。厚生労働省健康局監修。

## 受験資格
この節の出典
- 管理栄養士の免許は、栄養士の免許を有する者が、管理栄養士国家試験を受けて取得する。
  - 栄養士の免許は、栄養士の養成施設（2年制、3年制、4年制がある。大学、短大、専門学校など。）において二年以上栄養士として必要な知識及び技能を修得した者に対して、都道府県知事が与える。
  - 管理栄養士の免許は、栄養士養成施設を卒業し、一定期間栄養の指導に従事した者（在学期間＋実務経験の合計が5年）、または管理栄養士養成施設を卒業した者（4年制の大学、専門学校など。卒業後即受験可能）が、厚生労働省の実施する管理栄養士国家試験を受けてこれに合格した者に対して、厚生労働大臣が与える。
- 要件緩和：管理栄養士の国家試験を受けるために栄養士の免許を取得する必要がある。受験生の負担を軽減するため、管理栄養士の学校を卒業すれば栄養士免許がなくても受験できるようにするために、2023年12月22日、地方分権改革に関する対応方針を閣議決定した。[2][3]2025年4月から管理栄養士国試の要件が緩和を進めるため、厚生労働省は2024年11月、管理栄養士国家試験の要件緩和に伴う改正省令の素案について、パブリックコメントの募集を始めた。

## 管理栄養士養成施設
- 管理栄養士養成施設を参照。

## 国家試験

### 概要
- 平成16年度試験（2005年（平成17年）3月実施、第19回）までは旧カリキュラムによる試験が実施された。
- 平成17年度試験（2006年（平成18年）3月実施、第20回）から試験内容等が変更される（改正前の受験資格・試験科目での国家試験は、平成17年3月31日までとされているため）。

### 試験科目
- 新試験科目は、社会・環境と健康、人体の構造と機能及び疾病の成り立ち、食べ物と健康、基礎栄養学、応用栄養学、栄養教育論、臨床栄養学、公衆栄養学、給食経営管理論の9科目。
- 新試験9科目の複数科目にわたる応用力試験（状況設定問題）が導入。
- 上記9科目および応用力試験の計10科目で問題数は200問。

### 受験者数等
- 合格基準は平成15年より公開
- 平成17年の試験は追加合格者発表のため、合格基準が本来の60%でなく58.75%となった（）。
- 平成21年の試験は受験者1名について、実務終了証明書のチェックミスがあったことにより受験者数及び合格者数が訂正された（）。
- 平成22年の試験は不適切問題の1問については採点対象外となったため199点満点となった（）。
- 平成23年の試験は東日本大震災の影響で3月の本試験と7月の追試験の2回実施された。[4]

| 回         | 年次   | (累計) 合格者 数 | 合格者 数 | 合格率 | 養成大学新卒 合格者（合格率） | 和暦     |
| 第1回      | 1987年 | 2,338            | 2,338     | 40.6%  | －                            | 昭和62年 |
| 第2回      | 1988年 | 4,450            | 2,112     | 43.2%  | －                            | 昭和63年 |
| 第3回      | 1989年 | 6,397            | 1,947     | 37.2%  | －                            | 平成元年 |
| 第4回      | 1990年 | 8,915            | 2,518     | 44.8%  | －                            | 平成2年  |
| 第5回      | 1991年 | 12,265           | 3,350     | 53.2%  | －                            | 平成3年  |
| 第6回      | 1992年 | 16,051           | 3,786     | 49.9%  | －                            | 平成4年  |
| 第7回      | 1993年 | 20,766           | 4,715     | 47.8%  | －                            | 平成5年  |
| 第8回      | 1994年 | 25,428           | 4,662     | 44.2%  | －                            | 平成6年  |
| 第9回      | 1995年 | 30,607           | 5,179     | 41.8%  | －                            | 平成7年  |
| 第10回     | 1996年 | 35,941           | 5,334     | 40.4%  | －                            | 平成8年  |
| 第11回     | 1997年 | 41,405           | 5,464     | 39.9%  | －                            | 平成9年  |
| 第12回     | 1998年 | 45,897           | 4,492     | 31.6%  | －                            | 平成10年 |
| 第13回     | 1999年 | 50,664           | 4,767     | 30.1%  | －                            | 平成11年 |
| 第14回     | 2000年 | 55,380           | 4,716     | 22.7%  | －                            | 平成12年 |
| 第15回     | 2001年 | 60,042           | 4,662     | 21.4%  | －                            | 平成13年 |
| 第16回     | 2002年 | 64,663           | 4,621     | 20.9%  | －                            | 平成14年 |
| 第17回     | 2003年 | 69,395           | 4,732     | 19.8%  | －                            | 平成15年 |
| 第18回     | 2004年 | 73,745           | 4,350     | 15.6%  | －                            | 平成16年 |
| 第19回     | 2005年 | 81,450           | 7,705     | 25.3%  | －                            | 平成17年 |
| 第20回     | 2006年 | 86,954           | 5,504     | 26.8%  | 4,217（72.3%）                | 平成18年 |
| 第21回     | 2007年 | 94,546           | 7,592     | 35.2%  | 5,461（81.5%）                | 平成19年 |
| 第22回     | 2008年 | 101,514          | 6,968     | 31.6%  | 5,607（80.6%）                | 平成20年 |
| 第23回     | 2009年 | 108,391          | 6,877     | 29.0%  | 5,645（74.2%）                | 平成21年 |
| 第24回     | 2010年 | 116,449          | 8,058     | 32.2%  | 6,187（78.7%）                | 平成22年 |
| 第25回     | 2011年 | 124,516          | 8,067     | 40.5%  | 6,320（82.1%）                | 平成23年 |
| 第25回追試 | 2011年 | 125,048          | 532       | 34.1%  | 206（66.0%）                  | 平成23年 |
| 第26回     | 2012年 | 135,528          | 10,480    | 49.3%  | 7,277（91.6%）                | 平成24年 |
| 第27回     | 2013年 | 143,413          | 7,885     | 38.5%  | 6,680（82.7%）                | 平成25年 |
| 第28回     | 2014年 | 153,824          | 10,411    | 48.9%  | 7,857（91.2%）                | 平成26年 |
| 第29回     | 2015年 | 164,892          | 11,068    | 55.7%  | 8,916（95.4%）                | 平成27年 |
| 第30回     | 2016年 | 173,430          | 8,538     | 44.7%  | 7,673（85.1%）                | 平成28年 |
| 第31回     | 2017年 | 184,052          | 10622     | 54.6%  | 8,704（92.4%）                | 平成29年 |
| 第32回     | 2018年 | 194,524          | 10,472    | 60.8%  | 8,928（95.8%）                | 平成30年 |
| 第33回     | 2019年 | 205,320          | 10,796    | 60.4%  | 9,140（95.5%）                | 令和1年  |
| 第34回     | 2020年 | 215,194          | 9874      | 61.9%  | 8,800（92.4%）                | 令和2年  |
| 第35回     | 2021年 | 225,486          | 10292     | 64.2%  | 8,807（91.3%）                | 令和3年  |
| 第36回     | 2021年 | 236,178          | 10692     | 65.1%  | 8,812（92.9%）                | 令和4年  |
| 第37回     | 2022年 | 245,432          | 9254      | 56.6%  | 8,235（87.2%）                | 令和5年  |
| 第38回     | 2023年 | 253,488          | 8056      | 49.3%  | 7,309（80.4%）                | 令和6年  |

※ 1985年栄養士法 改正で、管理栄養士制度が創設。
※ 第19回までは、管理栄養士養成施設の卒業者は試験科目の一部が免除。 第20回以降は、改正栄養士法に基づき六科目免除試験は廃止され、全員全科目受験である。

### 出題基準
- 管理栄養士国家試験出題基準とは、「管理栄養士国家試験出題基準（ガイドライン）改定検討会」において検討したもので、試験委員が出題の際に準拠する基準。この国家試験の「妥当な範囲」と「適切なレベル」とを項目によって整理したものである（参照）。